# Gryllacris discoidalis
Gryllacris discoidalis är en insektsart som beskrevs av Walker, F. 1869. Gryllacris discoidalis ingår i släktet Gryllacris och familjen Gryllacrididae. Inga underarter finns listade i Catalogue of Life.